# Chromidotilapia
Chromidotilapia és un gènere de peixos de la família dels cíclids i de l'ordre dels perciformes.

## Distribució geogràfica
És endèmic de l'Àfrica Occidental.

## Taxonomia
- Chromidotilapia bosumtwensis (Paulo, 1979)
- Chromidotilapia cavalliensis (Thys van den Audenaerde & Loiselle, 1971)[3]
- Chromidotilapia elongata (Lamboj, 1999)[4]
- Chromidotilapia guentheri (Sauvage, 1882)[5]
- Chromidotilapia kingsleyae (Boulenger, 1898)[6]
- Chromidotilapia linkei (Staeck, 1980)[7]
- Chromidotilapia mamonekenei (Lamboj, 1999)[4]
- Chromidotilapia melaniae (Lamboj, 2003)[8]
- Chromidotilapia mrac (Lamboj, 2002)[9]
- Chromidotilapia nana (Lamboj, 2003)[8]
- Chromidotilapia schoutedeni (Poll & Thys van den Audenaerde, 1967)[10][11][12][13]